# ダリ (アブハジア)
ダリ（グルジア語: დალი、グルジア語ラテン翻字: Dali）は、ジョージアのアブハジア自治共和国にある史跡。コドリ川の源流部（現在のグルリプシ地区）に位置し、ツェベルダの一部であった。19世紀、ダリは封建領主マルシャニア家の分家により統治された。ダリは1832年に法令上ロシア帝国の一部に組み込まれ、1837年に事実上の支配下となった。1840年に民衆蜂起が起こったが、ロシア帝国の軍隊によって鎮圧された。蜂起に最も強く関与した者とその一族はダリから追放された。1867年、ツァーリズムによってダリの全住民は、ツェベルダの住民とともにオスマン帝国に強制移住させられた（ムハジロバ）。その後、上スヴァネティからの入植者が定住した。